# Махендра
Махендра Бір Бікрам (Вір Вікрам) (неп. महेन्द्र वीर विक्रम  11 червня 1920 — 31 січня 1972) — 10-й король Непалу в 1955—1972 роках. Встановив абсолютну монархію, повністю змінивши політичну систему. Провів корінні економічні, соціальні, культурні реформи, заклав міцне підґрунття для формування непальської політичної нації.

## Життєпис

### Молоді роки
Походив з династії Шах. Старший син Трібхувана, короля Непалу, та Канті (доньки Арджан Сінґха Сагіба, раджи Чгатари). Народився 1920 року у палаці Нараянхіті. Здобув приватну освіту в палаці, вивчав політику, економіку та непальську літературу, історію та культуру, добре володів непальською і англійською мовами, гінді та санскритом. У віці 13 років від наложниці Гіти Гурунг народився син Рабіндра.
У 1940 році він одружився з Індрою Раджою Лакшмі, онукою Юдхи Шамшера Рани, прем'єр-міністра і фактичного правителя Непалу. 1950 року дружина помирає. У 1950 році його батько розпочав політичний рух проти Мохана Шамшера Рани, домігшись 1951 року відсторонення роду Рани від влади в королівстві. Махендра не був задоволений тим, що Трібхуван зменшив права короля у Тимчасовій конституції.
У 1952 році Махендра одружився з молодшою сестрою своєї сестри Ратні. Це спричинило погіршення відносин з батьком. Проте шлюб відбувся за умови, що його особисте життя не повинно перешкоджати його обов'язкам. 1955 року після смерті батька спадкував трон, але його коронація відбулася 2 травня 1956 року через однорічний період жалоби по Трібхувану.

### Панування
Спочатку призначив прем'єр-міністром Танку Прасада Ачар'ю, які продовжив розвиток королівства. Водночас починає працювати Непал Растра банк, що замінив Садар Мулукі хана (Центральну скарбницю), завдяки чому Непал отримав змогу зберігання власних валютних резервів (до того цим займався Резервний банк Індії). Почалася політика зменшення залежності від індійської рупії, обіг якої було скорочено з 95 % до 60 %. Розпочато політику зі зміцнення непальської рупії. Також 1956 року сформовано Верховний суд Непалу, засновано Національну комісію з планування, яка формувала та контролювала виконання 5-річних урядових економічних планів. Активно налагоджувалися відносини з усіма сусідами, насамперед КНР (1 серпня 1955 року встановлено дипломатичні відносини; угодою 20 серпня 1956 року було визнано приналежність Тибету до КНР), Японією і Індією, потім з США і СРСР. За допомогою індійських та радянських інженерів побудовано перші автомагістралі та сучасні автомобільні дороги, що з'єднали окремі регіони країни. Практика розбудови системи шляхів продовжувалося до кінця правління Махендри.
1957 року новий прем'єр-міністр Кунвар Індраджит Сінґх намагався обмежити владу короля, а згодом планував встановити режив тотожній режимові роду Рана. Проте ці спроби були приборкані й того ж року, Махендра відправив Кунвара Індраджита Сінґха у відставку. Активно стали впроваджуватися медичні програми, зокрема щодо боротьби з епідемією малярії, віспи, розладів харчування, планування сім'ї, охорони здоров'я матері та дитини. Також зросло кількість лікарень та оздоровчих центрів. Так само в цей період були засновані лікарні, які фінансувалися різними місіями неурядових організацій.
12 лютого 1959 року король впровадив постійну Конституцію, яка закріплювала статус королівства як парламентської монархії з 2 палатами: нижньою — Пратінідхі Сабхою і верхньою — Раштрією Сабхою. Перші демократичні вибори до парламенту відбулися за 45 днів, на яких переміг Непальський конгрес. Очільники останнього — Бішвешвар Прасад Койрала — став новим прем'єр-міністром.
15 грудня 1960 року Махендра, звинувативши уряд в корупції, призупинив дію конституції, розпустив парламент, відправив у відставку кабінет міністрів, запровадив пряме правління та ув'язнив прем'єр-міністра. Махендра також заборонив іноземцям купувати землю в Непалі. 13 квітня 1961 року король впровадив Панчаят — безпартійну політичну систему сільських, районних і національних рад. У відповідь керівництво Непальського конгресу запропонувало ненасильницьку боротьбу проти нового порядку та уклало союзи з кількома політичними партіями. Проте король скасував політичну діяльність, ув'язнив партійних лідерів, називаючи їх антинародними елементами. У відповідь 22 січня 1962 року на короля було вчинено замах, втім невдалий. Очільника змовників Дурганду Джха було повішено. Також погіршилися відносини з Індією, яка засудила дії Махендри. Наслідком стало зближення з КНР, з яким вдалося нарешті укласти договір про кордон та закріпити гору Еверест за Непалом.
Того ж року уклав, маневруючи між КНР і Індією, уклав договір про непало-китайський кордон, коригування якого було зроблено на основі рівності шляхом обміну землями, при цьому Непал отримав більше землі — 302,75 км².
16 грудня 1962 року оприлюднив нову конституцію, яка інституціоналізувала чотирирівневу систему Панчаят. Військова і законодавча влада була в короля, який також призначав і звільняв членів Верховного суду. Піддані могли обирати своїх представників на державному рівні до однопалатного законодавчого органу під назвою Раштрія Панчаят з 90 членів. Внесено положення про те, що конституція може бути змінена королівською прокламацією від короля. У цій конституції вперше були передбачені виборча комісія та комісія із запобігання зловживанню владою. Конституція офіційно визнала офіційною непальську мову, індуїстську релігію — національною релігією та запровадила національні символи: перший гімн «Шріман Гамбхір»; національну квітку — рододендрон; багрянець як національний колір; білу корову як національну тварину; гімалайського монала як національного птаха.
Запровадження єдиних символів та подальша політика Махендри сприяло формуванню у населення відчуття політичної нації, окремою від Тибету та Індії. Створивши самостійні політичну систему, валюту, одяг та відмінну релігійну ідентичність від сусідніх націй (згідно з принципом «одна країна, один монарх, одна мова, один одяг»), король створив окрему ідентичність людей, що, у свою чергу, сприяло національній єдності та національності Непалу.
Перші вибори до Національного панчаяту відбулися в березні та квітні 1963 року, внаслідок чого 1/3 склала прихильників Непальського конгресу. Втім це не вплинуло на владу короля, що спирався на чиновників та війська. 1963 року відбулася нова кодифікація права, що відбулося у створенні збірки «Новий Мулукі-Айн».
У 1964 році запровадив Закон про компанії в Непалі, щоб сприяти та керувати індустріалізацією економіки. Розпочато створено промислових зон, цементної, хімічною, нафтохімічної, текстильної, будівельної, тютюнової і чайної промисловості. З метою кредитування фермерів і жителів сільської місцевості, фінансових установ, які займаються розвитком сільського господарства, був заснований Банк розвитку сільського господарства. З ініціативи короля почалися заходи з впровадження садівництва, перетворення аматорського туризму (трекінгу, відвідування священних буддистських місць, гірськолижного, відпочинку біля озер) в важливе джерело прибутку держави та місцевих мешканців. З його ініціативи в 1966 році була створена Непальська асоціація туристичних агентів. Пізніше заснування Королівських Непальських авіаліній і відкриття Гімалайського треку вперше принесли більший приплив туристів.
27 січня 1967 року король вніс зміни до Конституції, внаслідок чого Непал було поділено на 14 зон і 75 районів, офіційно скасовувалися політичні партії, король отримав право призначати членів окружних, районних і сільських паначаят. Внаслідок цього було фактично відновлено абсолютну монархію. З 1968 року Махендра став звільняти політичних в'язнів, зокрема Б. П. Койралу. Доволі швидко позиція розкололася на 3 частини: радикальну, що емігрувала; помірковану (намагалася співпрацювати з королем, але не брала участь у виборах) та примірливу, що стала брати участь в системі Пачаят.
У 1967 році Махендра розпочав національну кампанію «Назад до села», яка була однією з його найбільших заходів із розвитку сільської місцевості. Помер 1972 року після другого серцевого нападу. Йому спадкував син Бірендра.

## Творчість
Був глибоким шанувальником непальської літератури, мистецтва та культури, що призвело до того, що він написав кілька віршів, які пізніше покладено на пісні, що виконували багато відомих співаків. Відомим є вірш «Рара Кі Апсара», присвячений красі озера Рара. Деякі дослідники також вважають його першим ліричним поетом Непалу.